# Златна папрат
Златна папрат је вишегодишња зељаста биљка из фамилије Aspleniaceae. Величине је до 20 cm, честа на сувим стаништима са кречњачком, серпентинском и силикатном подлогом. Обично расте на стенама или у пукотинама стена (хазмофита). Распрострањена је у скоро целој Европи, на Кавказу, средњој Азији до Хималаја. Биљка се користила у биљној медицини као антитусик и диуретик. Латински назив подрода (ceterach) потиче од назива арапских лекара за ову папрат, коју су користили за лечење слезине.

## Опис
Златна папрат је мала ксерофилна биљка са кратким ризомом. Листови (фрондови) су бусенасто сакупљени у розету, просто перасто усечени, дуги до 15 или 20 cm. Лисна дршка (рахис) прекривена је љуспама, као и листови са доње стране. Ове љуспе временом добијају златно-мрку боју, одакле потиче и име биљке. Соруси су издужени до линеарни, у почетку потпуно покривени љуспама.

## Отпорност на исушивање
Златна папрат је позната по својој отпорности на исушивање. Биљка може после потпуног исушивања да оживи по заливању (слично наталијиној и српској рамонди). Златна папрат дугује ову отпорност на сушу присуству фенолних компоненти (попут хлорогене и кофеинске киселине) у високим концентрацијама у листовима. Такође, велики је значај и ензима попут пероксидаза и полифенол оксидаза.

## Филогенија врсте[4]
Златна папрат је настала полиплоидијом од сродне врсте A. javorkeanum. Тако је златна папрат тетраплоид (2n = 144). Репродуктивне баријере у оквиру подрода Ceterach су слабе, тако да златна папрат хибридизује са сродним врстама дајући врсте–потомке: са A. aureum даје октоплоидну врсту A. octoploideum, док са A. dalhousiae даје хексаплоидну A. punjabense.